# اندريه كوبنكو
اندريه كوبنكو (بالروسية: Кобенко, Андрей Васильевич)‏ (25 يونيو 1982 بمايكوب في روسيا - ) هو لاعب كرة قدم روسي في مركز الوسط. لعب مع أمكار بيرم وتيريك غروزني وروبين كازان ونادي روستوف وسليوت بيلغورود ‏ وFC Sevastopol (2014) ‏ وFC Chernomorets Novorossiysk ‏ وFC Slavyansk Slavyansk-na-Kubani ‏ وطوربيدو أرمافير ‏.

## روابط خارجية
- اندريه كوبنكو على موقع قاعدة بيانات كرة القدم.إي يو (الإنجليزية)
- اندريه كوبنكو على موقع Soccerway.com (الإنجليزية)
- اندريه كوبنكو على موقع عالم كرة القدم.نت (الإنجليزية)